# Fernan do Lago
Fernan do Lago fue un juglar o trovador gallego del siglo XIII.

## Biografía
No quedan datos biográficos. Algunos investigadores sostienen que en realidad es Fernando Esquío. En el siglo XIII había nobles con el mismo apellido en la zona de Ferrol. El apellido puede indicar su procedencia en vez de su linaje como, por ejemplo, Bernal de Bonaval o Johan de Requeixo. En su cantiga menciona el santuario de Santa María de Lago, pudiendo corresponder a una localidad de la comarca del Salnés, aunque existen varias localidades con ese topónimo tanto en Galicia como en Portugal. Por la posición que ocupa en los cancioneros lo más probable es que fuese un juglar. También por su colocación en os cancioneros es posible que estuviese activo en la época de Don Dinís.

## Obra
Se conserva una cantiga de amigo, perteneciente al subgénero conocido como cantigas de romería. Esta cantiga fue recogida en el Cancionero de la Biblioteca Nacional de Lisboa y en el Cancionero de la Biblioteca Vaticana.